# Kouaoua
Kouaoua ist eine Gemeinde in der Nordprovinz in Neukaledonien. Sie liegt auf der Hauptinsel Grande Terre. Die Orte der Gemeinde sind: Kanoé-Chaoué, Kouaoua (Hauptort), Méa-Mébara, Wabe und Wénèè. Die Gemeinde ist ein bedeutendes Bergbaugebiet.

## Bergbau

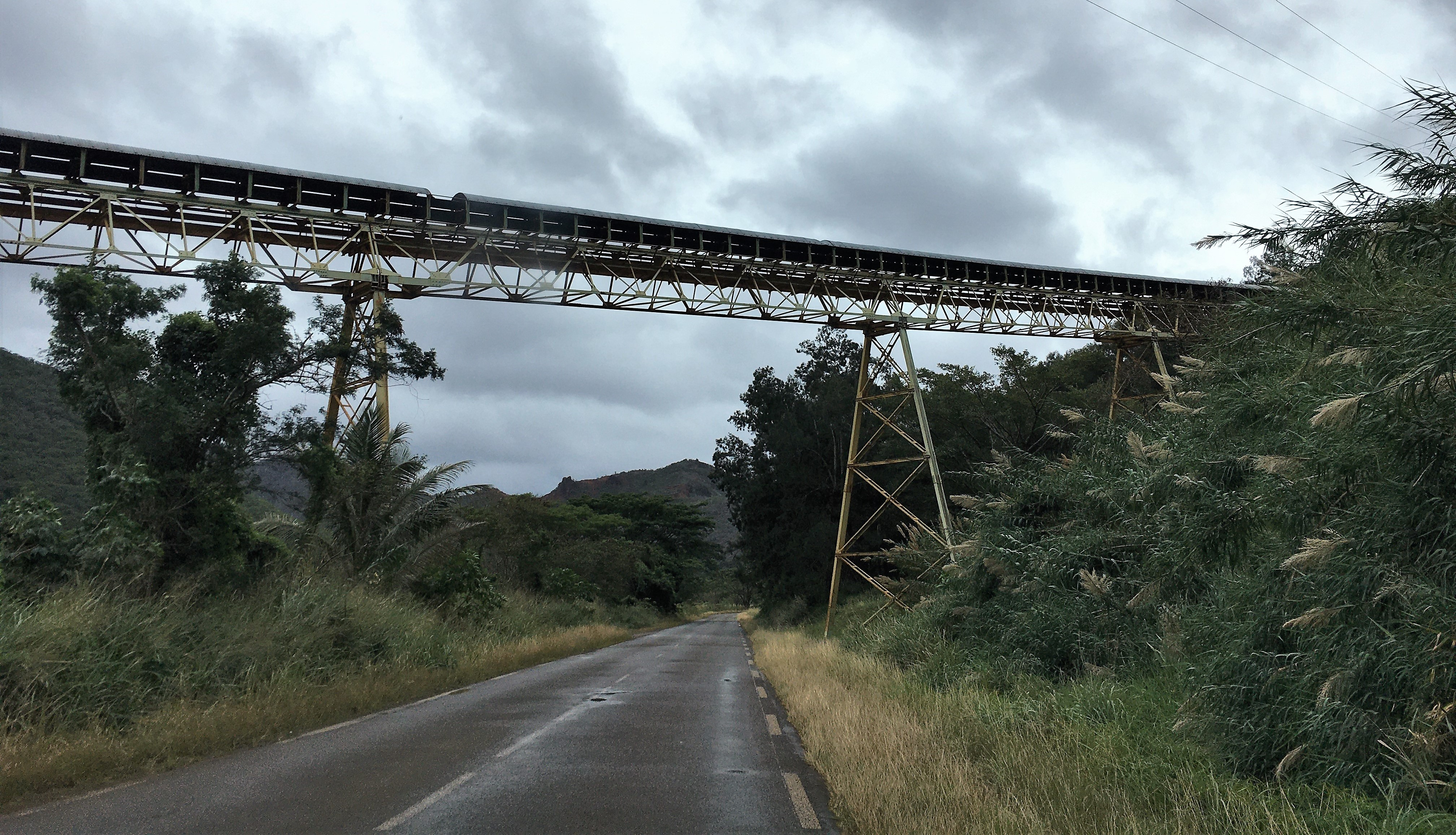
Förderband la Serpentine in Kouaoua

Im Jahr 1975 entdeckte die Société Le Nickel bei Méa die größte zusammenhängende Lagerstätte von Garnierit der Welt. Sie errichtete ein elf Kilometer langes Förderband, genannt la Serpentine, für den Transport des Erzes aus den Bergen bis an die Bucht. Die Nickelförderung verursachte in den Anfangsjahren erhebliche Umweltschäden. 2015 war diese Méa-Mine jedoch erschöpft. Der Bergbau in den anderen Minen, der rund 400 Arbeitsplätze sicherte, wurde durch mehrfache Brandanschläge und Sabotageakte, allein im Jahr 2018 dreizehn Mal, stark beeinträchtigt. Die Aktionen richteten sich gegen den Nickelabbau in drei neuen Gruben. Daraufhin annullierte die Nordprovinz die Genehmigung für den Betrieb dieser neuen Stätten, was allerdings bei den Beschäftigten auf Ablehnung stieß. Die Aktivisten führten die Brandanschläge auf Maschinen des Unternehmens anschließend dennoch fort. Der Betrieb wurde auch erneut 2020 durch ähnliche Maßnahmen gestört, sodass die Arbeiten wochenlang eingestellt werden mussten.
Im Mai 2021 blockierten wiederum andere Einheimische den Zugang zur Mine mit der Forderung, dass mehr Arbeiter aus der Umgebung von der SLN eingestellt werden. Im April 2024 wurden die Beschäftigten der SLN zunächst von den Aktivisten bedroht, im Mai und Juni 2024 wurde dann die Serpentine durch mehrere Brandanschläge erneut stark beschädigt sowie das Sicherheitspersonal angegriffen und der Betrieb suspendiert.

## Bevölkerung
| Bevölkerungsentwicklung in Kouaoua | Bevölkerungsentwicklung in Kouaoua | Bevölkerungsentwicklung in Kouaoua | Bevölkerungsentwicklung in Kouaoua | Bevölkerungsentwicklung in Kouaoua | Bevölkerungsentwicklung in Kouaoua | Bevölkerungsentwicklung in Kouaoua | Bevölkerungsentwicklung in Kouaoua | Bevölkerungsentwicklung in Kouaoua | Bevölkerungsentwicklung in Kouaoua | Bevölkerungsentwicklung in Kouaoua | Bevölkerungsentwicklung in Kouaoua |
| ---------------------------------- | ---------------------------------- | ---------------------------------- | ---------------------------------- | ---------------------------------- | ---------------------------------- | ---------------------------------- | ---------------------------------- | ---------------------------------- | ---------------------------------- | ---------------------------------- | ---------------------------------- |
| Einwohner                          | 877                                | 964                                | 1108                               | 1209                               | 1196                               | 1059                               | 1524                               | 1586                               | 1345                               | 1452                               | 1304                               |
| Jahr                               | 1956                               | 1963                               | 1969                               | 1976                               | 1983                               | 1989                               | 1996                               | 2004                               | 2009                               | 2014                               | 2019                               |

## Politik
Seit 2014 gewann der Bürgermeister Alcide Ponga von  Rassemblement-LR die Gemeindewahlen. Er setzte sich damit wiederholt gegen die Kandidaten der Indépendantisten durch. Auch deren Versuch, ihn bei der Wahl 2020 erstmals durch eine Einheitsliste zu schlagen, scheiterte. Der aus Kouaoua stammende Lokalpolitiker war hauptberuflich jahrzehntelang andernorts als Manager für Bergbauunternehmen tätig, bis er im Januar 2025 zum Regierungschef von Neukaledonien gewählt wurde. 

## Persönlichkeiten
- Maurice Ponga (* 1947), Politiker
- Alcide Ponga (* 1975), Politiker